# Chazan

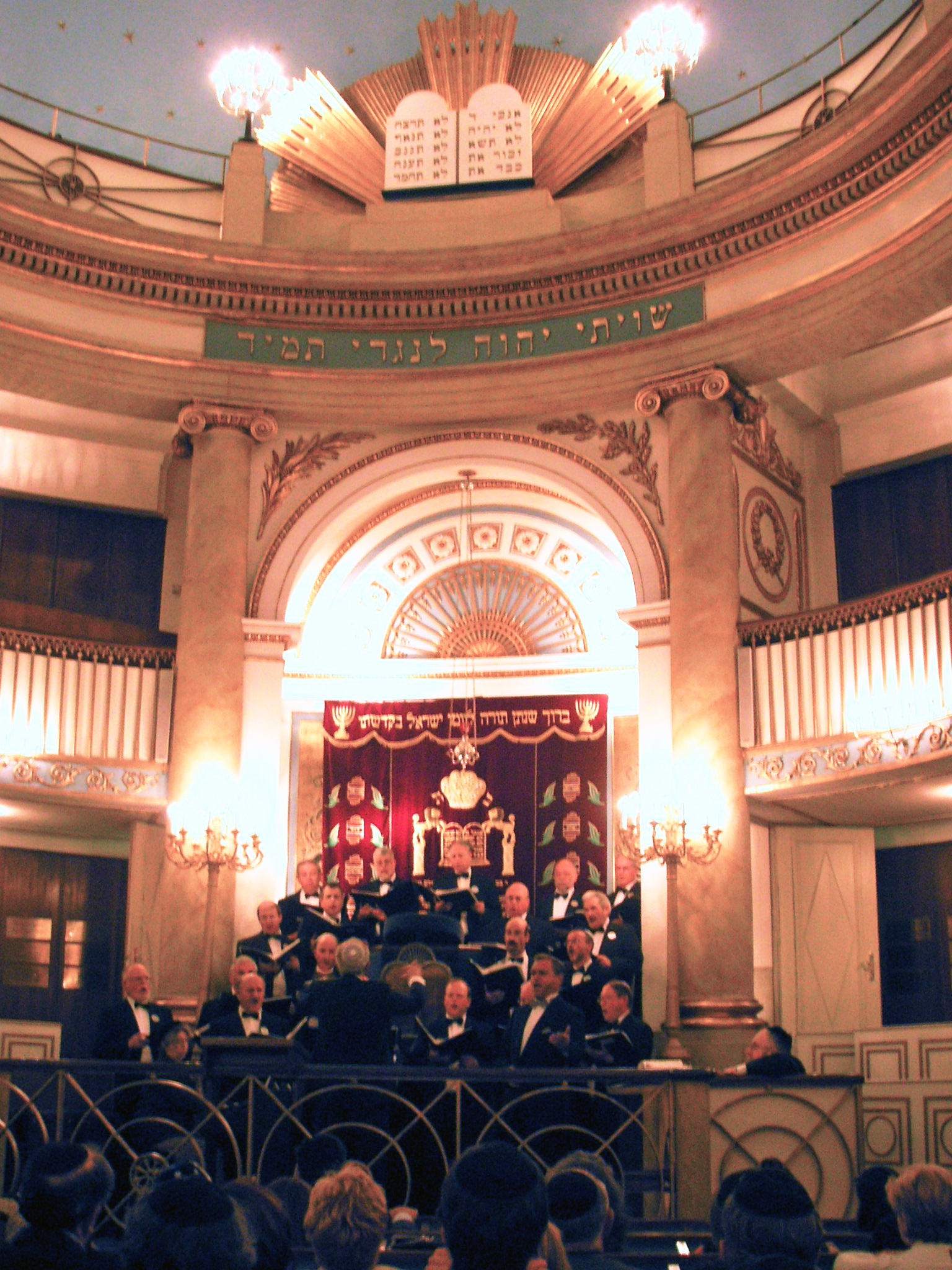
Coro na sinagoga de Viena.

Chazan ou chazzan, também transliterado como hazzan, hassan ou hasan (do hebraico חזן, transl. khazn: cantor), também chamado cantor, é o precentor treinado dentro do judaísmo para guiar a recitação das orações nas sinagogas. O chazan é quem recita berachot (bênçãos) e auxilia o rabino durante o culto. Treinado nas artes vocais, é especialista na cantilena litúrgica dos textos hebraicos, dirigindo a oração cantada na sinagoga.
A direção dos ofícios religiosos judaicos obedece às regras tradicionais, mas as fontes rabínicas clássicas não fornecem a ideia de um chantre profissional. No judaísmo reformado, essa função pode ser exercida por uma mulher.
No Marrocos, Argélia e Tunisia, é chamado paitan, que é uma palavra em haquetia - dialeto do idioma judeu-espanhol ou ladino ocidental, falado no norte do Marrocos e nas cidades espanholas de Ceuta e Melilla.